# Araneus myurus
Araneus myurus este o specie de păianjeni din genul Araneus, familia Araneidae. A fost descrisă pentru prima dată de Thorell, 1877.
Este endemică în Sulawesi. Conform Catalogue of Life specia Araneus myurus nu are subspecii cunoscute.